# Phytoecia adusta
Phytoecia adusta là một loài bọ cánh cứng trong họ Cerambycidae.